# Волков, Владимир Иванович (генерал)
Волков Владимир Иванович (28 февраля 1900 года, деревня Пустошка, ныне Сафоновского района, Смоленской области – 5 июля 1988 года, Москва) – советский военачальник, генерал-полковник инженерно-технической службы (1958). Профессор.

## Биография
В 1917 году окончил реальное училище в городе Гжатске.
В мае 1919 года добровольно вступил в Красную Армию. Зачислен на Смоленские артиллерийские курсы комсостава, окончил их в том же году. С ноября по январь 1919 года — начальник связи артиллерийского дивизиона стрелковой дивизии на Восточном фронте, с мая по октябрь 1920 — помощник начальника штаба стрелковой дивизии на Западном фронте, начальник разведывательного управления при штабе дивизии. 
После Гражданской войны продолжил службу в артиллерийских частях связи. В 1921 году окончил Высшие артиллерийские курсы при штабе Западного фронта. В 1923 году окончил Высшие артиллерийские курсы РККА. Служил начальником связи артиллерийского дивизиона, начальником военной школы связи, преподавателем школы среднего комсостава, заведующим учебной частью и начальником школы связи.
В 1930 году окончил Военно-техническую академию РККА (электротехнический факультет). Но теперь его дальнейшая служба проходила уже в Военно-воздушных Силах. Несколько лет он служил в Научно-исследовательском институте ВВС, затем в аппарате начальника Управления заказов спецоборудования ВВС РККА.
В годы Великой Отечественной войны – начальник управления заказов специального оборудования Главного управления заказов ВВС РККА.
С 1946 года — заместитель председателя авиационно-технического комитета ВВС. С 1947 года, на протяжении почти 22 лет — начальник Военно-воздушной инженерной академии имени проф. Н. Е. Жуковского. Отличный специалист, пользовался большим уважением среди преподавательского состава. Активно внедрял в учебные планы и в организацию обучения новейшие достижения авиационной и военной науки, опыт Великой Отечественной войны. При нём академия принимала участие в совместных разработках с ЦАГИ, конструкторскими бюро и авиационной и авиадвигателестроительной промышленностью. Обучение в области реактивного двигателестроения началось практически одновременно с разработкой реактивных двигателей. Это же касалось и авиационного вооружения вооружения, авиационного приборного и радиотехнического оборудования. В академии успешно развивались новые научные направления и школы мирового уровня. 
Добился расширения материально-технической базы академии за счет возвращения ей Петровского дворца. Академии были переданы новые корпуса, учебный лагерь под Каширой, построена моторно-испытательная станция с уникальным экспериментальным оборудованием, учебные ангары и другие объекты. В академии было введено заочное обучение. С 1961 года велась инженерная подготовка космонавтов СССР (в числе прочих её окончил Ю. А. Гагарин).
С 1969 года в отставке.
Похоронен на Введенском кладбище (13 уч.).

## Награды
- 2 ордена Ленина (1945, …)
- 4 ордена Красного Знамени (19.08.1944, 3.10.1944, …)
- орден Богдана Хмельницкого 2-й степени (18.08.1945)
- 2 ордена Отечественной войны 1-й степени (28.02.1944, 11.03.1985)
- орден Красной Звезды (1943)
- медали СССР
- венгерский орден
- Почётный гражданин города Гагарин (26.11.1985) [2]